# Mark Koevermans
Mark Koevermans (Rotterdam, 3 febbraio 1968) è un ex tennista e dirigente sportivo olandese, attualmente Direttore Generale della squadra di calcio Feyenoord Rotterdam.

## Carriera
Ottiene il suo best ranking in singolare il 27 maggio 1991 con la 37ª posizione mentre nel doppio diventa il 21 giugno 1993, il 24º del ranking ATP.
Nel 1990 ha vinto il suo primo e unico torneo ATP in singolare, l'Athens Open, superando in finale l'argentino Franco Davín in tre set: 5-7, 6-4, 6-1.
I suoi migliori risultati sono arrivati dal doppio dove, soprattutto in coppia con il connazionale Paul Haarhuis, ha conquistato la vittoria finale in quattro tornei ATP, arrivando, inoltre, in finale in altre dodici occasioni. Il suo successo di maggior rilievo è stato ottenuto proprio in coppia con Haarhuis: l'ATP German Open, torneo del circuito Master Series che si tenne ad Amburgo nel 1993.
Ha fatto parte della squadra olandese di Coppa Davis dal 1988 al 1993 con un bilancio finale di otto vittorie e sette sconfitte.
Il 1º aprile 2009 la dirigenza della squadra di calcio olandese Feyenoord Rotterdam lo nomina nuovo Direttore Commerciale del club. Dieci anni dopo viene promosso a Direttore Generale.

## Statistiche

### Singolare

#### Vittorie (1)
| Legenda                                                      |
| Grande Slam (0)                                              |
| ATP Tour World Championships / Tennis Masters Cup (0)        |
| ATP Super 9 / Tennis Masters Series (0)                      |
| ATP Championships Series / ATP International Series Gold (0) |
| ATP World Series / ATP International Series (1)              |

| Numero | Data            | Torneo             | Superficie  | Avversario in finale | Punteggio     |
| 1.     | 1º ottobre 1990 | Athens Open, Atene | Terra rossa | Franco Davín         | 5-7, 6-4, 6-1 |

| Legenda tornei minori |
| Challenger (2)        |
| Futures (0)           |

| Numero | Data           | Torneo                   | Superficie  | Avversario in finale | Punteggio |
| 1.     | 20 giugno 1988 | Salou Challenger, Salou  | Terra rossa | Sergio Cortés        | 6-0, 6-2  |
| 2.     | 16 aprile 1990 | Oporto Challenger, Porto | Terra rossa | Franco Davín         | 6-3, 6-3  |

### Doppio

#### Vittorie (4)
| Legenda                                                      |
| Grande Slam (0)                                              |
| ATP Tour World Championships / Tennis Masters Cup (0)        |
| ATP Super 9 / Tennis Masters Series (1)                      |
| ATP Championships Series / ATP International Series Gold (0) |
| ATP World Series / ATP International Series (3)              |

| Numero | Data              | Torneo                   | Superficie  | Compagno      | Avversari in finale              | Punteggio     |
| 1.     | 1º aprile 1991    | Estoril Open, Estoril    | Terra rossa | Paul Haarhuis | Tom Nijssen Cyril Suk            | 6-3, 6-3      |
| 2.     | 30 settembre 1991 | Athens Open, Atene       | Terra rossa | Jacco Eltingh | Menno Oosting Olli Rahnasto      | 5-7, 7-6, 7-5 |
| 3.     | 20 luglio 1992    | Dutch Open, Hilversum    | Terra rossa | Paul Haarhuis | Marten Renström Mikael Tillström | 6-7, 6-1, 6-4 |
| 4.     | 3 maggio 1993     | ATP German Open, Amburgo | Terra rossa | Paul Haarhuis | Grant Connell Patrick Galbraith  | 7-6, 6-4      |

| Legenda tornei minori |
| Challenger (8)        |
| Futures (0)           |

| Numero | Data             | Torneo                                    | Superficie  | Compagno               | Avversari in finale                  | Punteggio     |
| 1.     | 4 luglio 1988    | Travemünde Challenger, Travemünde         | Terra rossa | Igor Flego             | Brett Dickinson Jean-Marc Piacentile | 6-4, 6-7, 6-3 |
| 2.     | 11 luglio 1988   | Tampere Open, Tampere                     | Terra rossa | Igor Flego             | Mika Hedman Veli Paloheimo           | 6-4, 6-1      |
| 3.     | 6 marzo 1989     | Casablanca Challenger, Casablanca         | Terra rossa | Josef Čihák            | Marcelo Ingaramo Christian Miniussi  | 6-4, 6-4      |
| 4.     | 16 luglio 1990   | Tampere Open, Tampere                     | Terra rossa | Jan Siemerink          | Massimo Cierro Tobias Svantesson     | 6-2, 6-1      |
| 5.     | 3 febbraio 1992  | Jakarta Challenger, Giacarta              | Terra rossa | Leonardo Lavalle       | Jacco Eltingh Tom Kempers            | Walkover      |
| 6.     | 1º febbraio 1993 | Punta del Este Challenger, Punta del Este | Terra rossa | Jean-Philippe Fleurian | William Kyriakos Fernando Meligeni   | 6-4, 6-1      |
| 7.     | 8 febbraio 1993  | Mar del Plata Challenger, Mar del Plata   | Terra rossa | Jean-Philippe Fleurian | Andrej Merinov Laurence Tieleman     | 6-3, 6-3      |
| 8.     | 21 marzo 1994    | Agadir Challenger, Agadir                 | Terra rossa | Sláva Doseděl          | Bernd Karbacher Tomas Nydahl         | 6-7, 6-3, 7-6 |

#### Sconfitte in finale (12)
| Numero | Data             | Torneo                                             | Superficie    | Compagno          | Avversari in finale                | Punteggio     |
| 1.     | 5 marzo 1990     | Grand Prix Hassan II, Casablanca                   | Terra rossa   | Paul Haarhuis     | Todd Woodbridge Simon Youl         | 3-6, 1-6      |
| 2.     | 23 luglio 1990   | Dutch Open, Hilversum                              | Terra rossa   | Paul Haarhuis     | Sergio Casal Emilio Sánchez        | 5-7, 5-7      |
| 3.     | 22 ottobre 1990  | ATP San Paolo, San Paolo                           | Sintetico     | Luiz Mattar       | Shelby Cannon Alfonso Mora         | 7-6, 3-6, 6-7 |
| 4.     | 31 dicembre 1990 | Australian Men's Hardcourt Championships, Adelaide | Cemento       | Paul Haarhuis     | Wayne Ferreira Stefan Kruger       | 4-6, 6-4, 4-6 |
| 5.     | 22 aprile 1991   | Monte Carlo Open, Monte Carlo                      | Terra rossa   | Paul Haarhuis     | Luke Jensen Laurie Warder          | 4-6, 3-6      |
| 6.     | 24 febbraio 1992 | ABN AMRO World Tennis Tournament, Rotterdam        | Sintetico (i) | Paul Haarhuis     | Marc-Kevin Goellner David Prinosil | 2-6, 7-6, 6-7 |
| 7.     | 15 giugno 1992   | Hypo Group Tennis International, Genova            | Terra rossa   | Paul Haarhuis     | Shelby Cannon Greg Van Emburgh     | 1-6, 1-6      |
| 8.     | 5 ottobre 1992   | Athens Open, Atene                                 | Terra rossa   | Marcelo Filippini | Tomás Carbonell Francisco Roig     | 3-6, 4-6      |
| 9.     | 12 ottobre 1992  | Tel Aviv Open, Tel Aviv                            | Cemento       | Tobias Svantesson | Mike Bauer João Cunha e Silva      | 3-6, 4-6      |
| 10.    | 19 aprile 1993   | Monte Carlo Open, Monte Carlo                      | Terra rossa   | Paul Haarhuis     | Stefan Edberg Petr Korda           | 2-6, 6-2, 5-7 |
| 11.    | 7 giugno 1993    | ATP Firenze, Firenze                               | Terra rossa   | Greg Van Emburgh  | Tomás Carbonell Libor Pimek        | 6-7, 6-2, 1-6 |
| 12.    | 14 giugno 1993   | Hypo Group Tennis International, Genova            | Terra rossa   | Greg Van Emburgh  | Sergio Casal Emilio Sánchez        | 3-6, 6-7      |